# ホープ商会

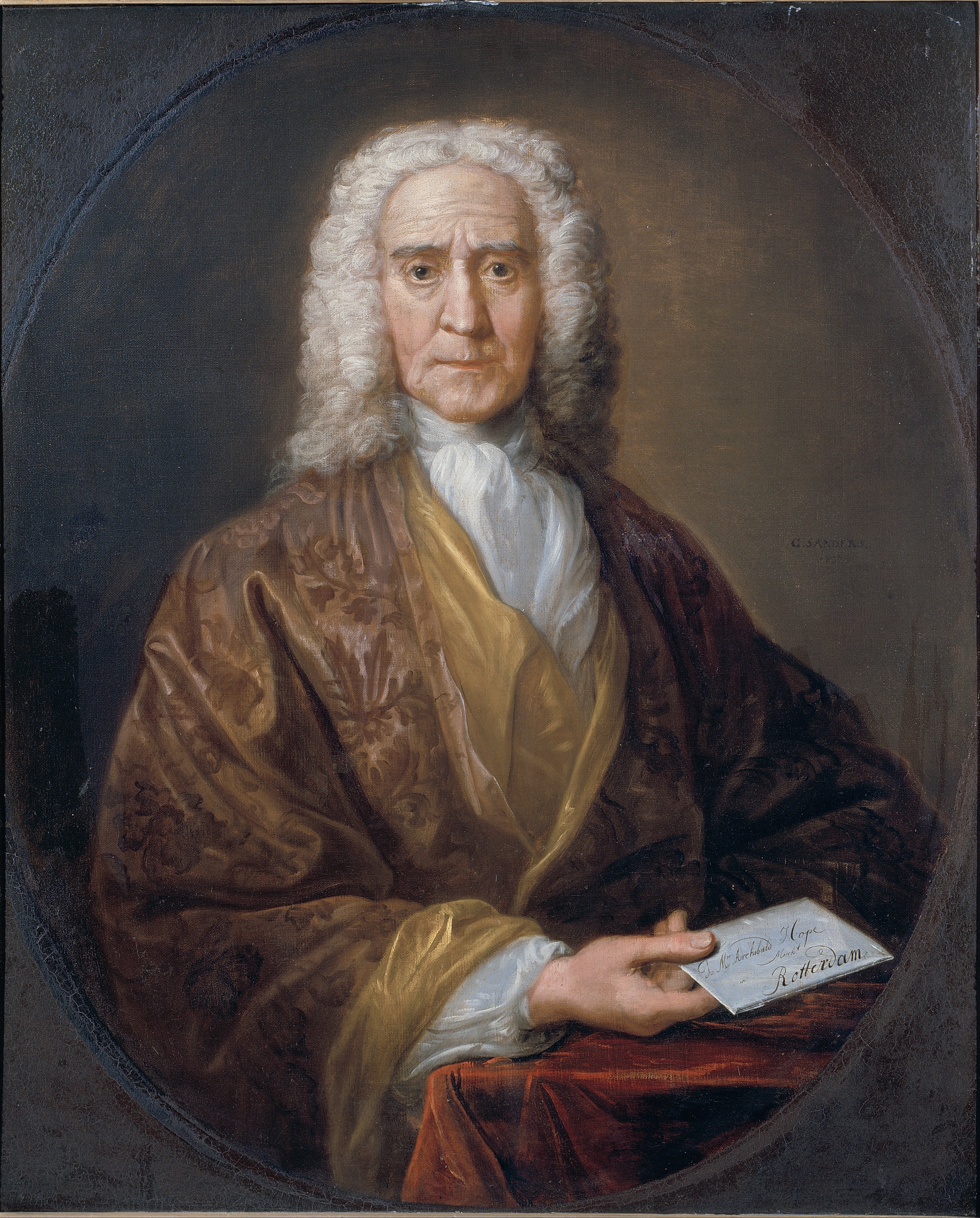
ロッテルダムの銀行家アーチボルド・ホープの肖像、1737年

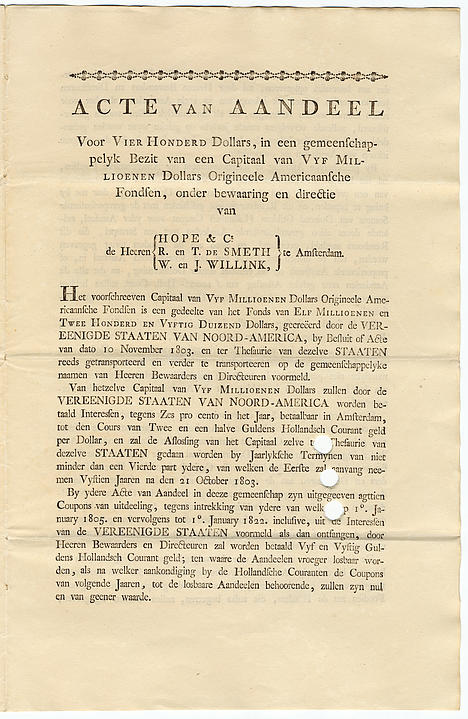
ルイジアナ買収の資金調達のため、ホープ商会が1804年に発行した株式

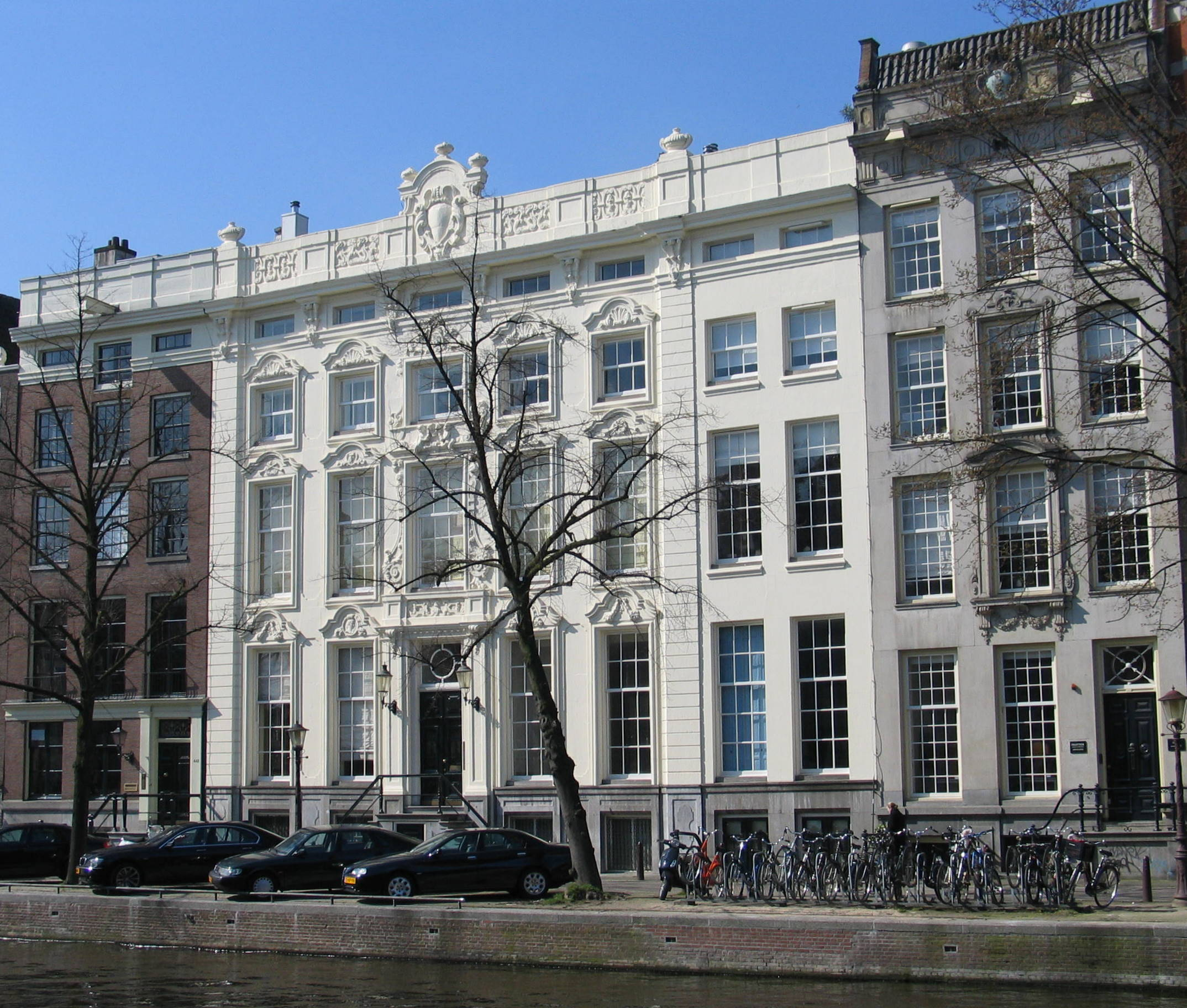
一世紀以上アムステルダムのカイゼルスグラハトに置かれた事務所（白い建物）。左側の茶色い建物はヘンリー・ホープの私邸。1770年代、これら建物の鐘楼屋根が当時の流行で改築され、ホープ家の盾が中心に戴かれた。1970年以降は国家遺産 (オランダ)に指定。

ホープ商会（ホープしょうかい、Hope & Co.）は、2世紀半にわたり活躍した、オランダの有名な銀行である。発起人はスコットランド人であるが、同行はアムステルダムに開業した。18世紀末にはロンドンにも支店を展開した。

## 黎明期
スコットランド商人のアーチボルド・ホープ (en, 1664–1743) がもった8人の息子のうち6人が貿易商を営んでいた。 彼らはアムステルダムとロッテルダムにて海運業、倉庫業、保険業、金融業で活躍した。彼らは、ロンドンで泡沫会社禁止法(Bubble Act,1720)が作られることになる1720年の南海泡沫事件をかろうじて生き延びた。ハリーと呼ばれていた父アーチボルド1世は、ディエップ (セーヌ＝マリティーム県)の代理引受業者でトーマス・ホープ (初代準男爵)(1573-1646)の兄弟であるジェームズ・ホープの息子だった。当時はオランダで多くの銀行家が破産し、息子ヘンリーを含む多くの者が国を去った。この年がオランダの銀行家にとって重要な年であったことは、20世紀にロッテルダムが新しい電話番号を発行した時に、ホープ商会が1720で終わる局番を手に入れてMees＆Zn社をびっくりさせた事実からも示されている。
この黎明期にホープ兄弟たちは、ロッテルダムから出港するクエーカー教徒達のための積荷（アーチボルドと息子のイサク、ザカリーの指示の下）およびアムステルダムでの奴隷貿易（息子トーマスとエイドリアンの指示の下）を組織してお金を稼いだ。 ペンシルベニア州へのクエーカー教徒の輸送が最もあった年は1738年、1744年、1753年、1765年だった。クエーカーにはお金がなく、難民に関して街は何らかの施しをする必要があったため、これらの輸送はロッテルダムの街と地元のメノナイト教会によって支払われた。最高の年でホープらはクエーカー1人あたり60ギルダーを受け取り、少ない年にはクエーカー1人あたり11ギルダーだった。この奴隷貿易はさほど儲からなかったが、船上における奴隷たちへの施しはもっと非道で、うち16％は船上で死亡したとされる。 七年戦争(1756-1763)の間に、ホープ兄弟は投機によって非常に裕福になった。
甥のジャン・ホープとヘンリー・ホープがこの会社に加わった1762年に、名前がホープ商会(Hope＆Co)に変更された。当時、英国人のジョン・ウィリアムズとPierre Cesar Labouchereも合計26人の企業のパートナーであった。その年、彼らはアムステルダムの事務所を拡張し、カイゼルスグラハト(en) 448番地にヘンリーとジャンを住まわせた。トーマスは隣のビル444-446番地に住んでいた。ザカリーの息子アーチボルド(1747- 1821)はオランダ国会議員になり、オランダ西インド会社(WIC)の摂政で、ハーグにある元宮殿のランゲ・フォールハウト(en)を所有していた。1796年にピエールがフランシス・ベアリング (初代準男爵)の3番目の娘ドロシーと結婚したのは、2つの会社ベアリングとホープス間の血縁固着だった。

## 重要なアーカイブ
ホープ・アーカイブ(1725-1940)とは、18世紀における世界貿易の中心地としてのアムステルダムおよびオランダの歴史にとって重要な資料である。1977年にこのアーカイブはアムステルダム市の公文保管所に渡され、現在は公開されている。
ホープ商会のアーカイブはオランダ東インド会社(VOC)のアーカイブと混同される、というのも1752年にホープ兄弟を創設する一人トーマス・ホープ (銀行家1704年生)がVOCの管理者「Lords XVII」の一員となったためである。4年後に彼はVOCの摂政長(head regent)となり、そして1766年に彼はウィレム5世 (オラニエ公)の広報担当官かつ正式なVOCの理事長になった。1770年にトーマスは引退して息子のジョンにその責務を移し、彼は死ぬまでVOCとホープ商会に残った。
Pierre Labouchereはフランスとの交渉において重要な役割を果たし、オランダに向けたオランダとの資金調達の大半を担当した。エイドリアンはオランダ議会とアムステルダム市議会のメンバーだった。現在の銀行とは異なり、ホープ商会のパートナーは自分たちの個人事業と公共事業および銀行のビジネスを混同していた。アーカイブにある手紙は一度に多くの主題に触れている。 最初期の手紙は1720年代にさかのぼり、トーマスとエイドリアン・ホープに宛てたものである。アーカイブの特に豊富な部分は、ヘンリー・ホープがオランダを離れざるを得なくなり、ロンドンに事務所を設置した1795-1815年の間の通信である。アムステルダムとロンドン支店間の定期連絡は、当時の貿易交渉やそれらがどのように行われたかに関する重要な見識を与えるものとなっている。 
当時のホープ商会が行う日々の運営はトーマスのアメリカの甥ヘンリー・ホープの手中にあり、スウェーデン、ポーランド、ロシア、ポルトガル、スペイン、フランス、アメリカなど様々な国と取引をしていた。ヘンリー・ホープとフランシス・ベアリング (初代準男爵)の交渉の結果、1804年にホープ商会はルイジアナ買収の資金調達をするため株式を発行した。

## 美術品蒐集
活動開始からの貿易取引に主な関心がありながらも、ホープ兄弟は土地および芸術への長期投資にもその触手を広げた。18世紀の間にホープ商会は、ライバルのクリフォード家 (銀行家)で1772年に起きた事案のようなメンバー1人の不注意による会社全体の破産リスクを減らすため、パートナーに対して利益分配協定を設定した。メンバーは利益分配計画のパートナーになるために、クリフォードの破産申請を補助したエイドリアン・ホープにより開発された特別なホープ商会簿記の方法を学ばなければならなかった。個人的投資によると、美術品の所有権（およびその他の投資ポートフォリオ）は均等に広がっていた。したがって、1つのアートコレクションが数人の男性によって共同所有されていた。ジョン・ホープの息子トーマス・ホープ (銀行家1769年生)はこの共同コレクションの構築を手伝い、後に彼の父親と祖父によって築かれた所有権のためにその大部分を相続した。自分の息子が銀行業を継がないことが明らかになったことで、ヘンリー・ホープの死後、彼はついに自分の相続取り分を残りから分けた。ヘンリー・ホープの取り分は彼の姉妹の家族と彼のアメリカの従兄弟の間で分けられた。彼は1811年に子供がいないまま死去した。
ヘンリー・ホープの死去で、フランスの仕事でずっと商会と共に活動し1814年にホープ商会の全面パートナーになったアドリアーン・ファン・デル・フープ（1778-1854年）が、アムステルダムにいる仲間のパートナーであるアレクサンダー・ベアリング (初代アシュバートン男爵)と共に、投資のアムステルダム部分を受け継ぎ、彼はそこで芸術よりも土地を選んでアメリカに移った。アドリアーン・ファン・デル・フープが死去した時、彼には500万ギルダーの資産価値があった。彼の死後、そのアートコレクションはアムステルダムの街に渡り、その収集品を収容するための博物館が造られた。このコレクションにある17、18世紀の250作品の中には、レンブラントの『ユダヤの花嫁』、フェルメールの『手紙を読む青衣の女』、ピーテル・デ・ホーホの『母親の義務』、ヤーコプ・ファン・ロイスダールの『ワイク・バイ・ドゥールステーデの風車』がある。

## 後年
19世紀に、ホープ商会はアメリカおよびロシアでの鉄道投資に特化していた。20世紀には、国際輸送からオランダへの投資に重点を移した。
1937年、ホープ商会は以前のWed. Borskiことヴァン・ルーン商会(Van Loon＆Co.)を買収した。1966年、ホープ商会はR. Mees＆Zoonenと合併して、ミーズ＆ホープ銀行(Mees & Hope, Bankiers)を設立。この会社は1969年にオランダ海外銀行と合併した。最終的には、1975年にABN銀行によって買収された。ABNアムロ銀行設立のためABN銀行とアムロ銀行が合併した後、1992年11月にミーズ＆ホープ銀行はピアソン（Pierson, Heldering & Pierson、当時はアムロ銀行が完全所有）と合併してミーズピアソン(MeesPierson)になり、その後にフォルティスグループへと売却された。 フォルティスが業務不振でその後は再びABNアムロの一部となり、フォルティスのオランダ事業はABNアムロとして再設立された。

## ホープ家
多くの歴史的文書で、この銀行は単に「ホープス(Hopes)」と記されており、たまに「ロッテルダムのホープス」や「アムステルダムのホープス」と言及されたりもする。 ホープ家のリストは次のとおり。
| アーチボルド1世 (1664-1743), ロッテルダムのホープス創業者: | アーチボルド2世 (1698-1734)                           | アムステルダムのホープス創業者                         | 論点なし                                      |
| アーチボルド1世 (1664-1743), ロッテルダムのホープス創業者: | ヘンリー1世 (1699-1737):                              | ヘンリー・ホープ (1735-1811)                           | ジョンウィリアムズを養子縁組                  |
| アーチボルド1世 (1664-1743), ロッテルダムのホープス創業者: | イサク (1702-1767)                                    | オリビア (1731-1767以降)                               | ?                                             |
| アーチボルド1世 (1664-1743), ロッテルダムのホープス創業者: | トーマス・ホープ(1704-1779)                           | ジャン・ホープ (1737-1784)                             | トーマス・ホープ(1769-1831)                   |
| アーチボルド1世 (1664-1743), ロッテルダムのホープス創業者: | エイドリアン (1709-1781)                              | アムステルダムで勤務                                   | 論点なし                                      |
| アーチボルド1世 (1664-1743), ロッテルダムのホープス創業者: | ザカリー (1717-1770)                                  | アーチボルド3世 (1747-1821)                            | ?                                             |
| ファン・デル・フープ従兄弟                                 | アドリアーン（初代）・ファン・デル・フープ(1701-1767) | ジョアン・コルネリス・ファン・デル・フープ (1742-1825) | アドリアーン・ファン・デル・フープ(1778-1854) |

## アムステルダムのカノン
- ホープ商会はアムステルダムのカノン [注釈 2]で窓番号22である。